# Quayum Karzai
Abdul Qayum Karzai ou Qayyum Karzai (Candaar, 1947 – Columbia, 29 de maio de 2024) foi um empresário e político afegão. Ele foi o irmão mais velho do presidente Hamid Karzai. Seus irmãos também incluem o polêmico Mahmud Karzai e o assassinado Ahmed Wali Karzai, ambos envolvidos em denúncias de corrupção generalizada no Afeganistão e outras graves acusações. Abdul Qayum era um empresário nos Estados Unidos, antes de entrar na política afegã. Atuou como um membro da Wolesi Jirga, a câmara baixa da Assembleia Nacional do Afeganistão.  Aposentou-se por motivos de saúde e "teria se envolvido na diplomacia da paz dos canais de volta com o Talibã através da Arábia Saudita".  Foi relatado em junho de 2012, que planeja concorrer na eleição presidencial de 2014. Seu irmão, Mahmoud Karzai, alvo de inquérito por uma suposta fraude federal e extorsão (racket) nos Estados Unidos e uma investigação da Internal Revenue Service, personagem importante no escândalo do Banco de Cabul, que também teria renunciado à cidadania estadunidense, está promovendo Qayum Karzai à presidência visto que Hamid Karzai prepara sua saída do cargo em 2014.  
Qayum Karzai também teria se envolvido em reuniões secretas para elaborar algum tipo de acordo de paz com o antigo governo Talibã. Ele viajou para a Arábia Saudita para alistar sua ajuda para trazer o Talibã à mesa de negociações, e acabar com a insurgência talibã contra o governo afegão. 